# Stanisław Żurowski (ur. 1943)
Stanisław Żurowski (ur. 24 sierpnia 1943 we Lwowie) – polski polityk, muzealnik, etnograf, poseł na Sejm X i I kadencji.

## Życiorys
Ukończył w 1972 studia etnograficzne na Wydziale Filozoficzno-Historycznym Uniwersytetu Jagiellońskiego. Od 1969 do 1974 pracował w Muzeum im. Władysława Orkana w Rabce. Następnie do 1995 był kustoszem w Muzeum Tatrzańskim im. dra Tytusa Chałubińskiego w Zakopanem, a w latach 1995–1997 dyrektorem Zespołu Zamkowego w Niedzicy.
W 1980 przystąpił do „Solidarności”, kierował strukturami związku z Zakopanem. Po wprowadzeniu stanu wojennego został internowany na około osiem miesięcy. Zwolniono go 3 lipca 1982. Z ramienia Komitetu Obywatelskiego sprawował mandat posła X kadencji. Zasiadał także w Sejmie I kadencji z listy Unii Demokratycznej. Należał następnie do Unii Wolności. Od 1997 do 2001 był podsekretarzem stanu w Ministerstwie Kultury i Dziedzictwa Narodowego.
Później wycofał się z działalności politycznej. W 2003 został zastępcą dyrektora Łazienek Królewskich w Warszawie. Był prezesem oddziału zakopiańskiego Polskiego Towarzystwa Ludoznawczego i członkiem jego Zarządu Głównego, członkiem Związku Podhalan, Towarzystwa Przyjaciół Orawy oraz członkiem Zarządu Wojewódzkiego Towarzystwa Miłośników Lwowa.
W 2013, za wybitne zasługi dla przemian demokratycznych w Polsce, za osiągnięcia w działalności państwowej i publicznej, odznaczony Krzyżem Kawalerskim Orderu Odrodzenia Polski. W 2016 otrzymał Krzyż Wolności i Solidarności.